# Tadeus Reichstein

Tadeusz Reichstein (født 20. juli 1897, død 1. august 1996) var en polsk-schweizisk. Han modtog nobelprisen i fysiologi eller medicin i 1950 og Copleymedaljen i 1968.